# Канкун
Канкун (ісп. Cancún; мая Kàankun) — прибережне місто та всесвітньо відомий курорт у найсхіднішому штаті Мексики Кінтана-Роо, адміністративний центр муніципалітету Беніто-Хуарес. Місто розташоване на півострові Юкатан на березі Юкатанської протоки, що відділяє його від Куби.

## Історія
Своєю появою курорт Канкун зобов'язаний кубинській революції. З 1970 року Канкун почав перетворюватися з невеликого рибальського села у відомий по всьому світі курорт на березі Карибського моря. В 70-х роках тут почали будуватися готелі, а сьогодні Канкун входить в десятку найкращих курортів світу.

## Місто
Місто зараз швидко росте, та у 2010 році досягло населення близько 705 тис. мешканців, на 20 % більше, ніж у 2005 році.
У місті функціонує міжнародний аеропорт, який є другим у країні за обсягом пасажирських перевезень.
Канкун входить у десятку найкращих курортів світу. Побудований на місці невеликого рибальського села, Канкун зараз є одним з найважливіших центрів міжнародного туризму. Курорт розташувався на піщаній косі, що нагадує цифру «7», завширшки 400 м і завдовжки 30 км. Верхня частина коси виходить на затоку Жінок, де вода майже завжди спокійна, нижня — на відкрите море з вражаючим прибоєм. На всій її протяжності розташовані готельні комплекси, розважальні та торгові центри, дискотеки, морські розважальні бари, ресторани, кафе тощо. Мало які курорти можуть зрівнятися з Канкуном по красі та чистоті моря, близькості до всесвітньо відомих археологічних зон, природних заповідників та, звичайно по чистоті білосніжних пляжів.
З 26 листопада по 10 грудня 2010 року у Канкуні проходив кліматичний саміт ООН.

## Клімат
Місто лежить у зоні, котра характеризується кліматом тропічних саван. Найтепліший місяць — серпень із середньою температурою 29.7 °C (85.5 °F). Найхолодніший місяць — січень, із середньою температурою 24.1 °С (75.4 °F).
| Клімат Канкуна          | Клімат Канкуна | Клімат Канкуна | Клімат Канкуна | Клімат Канкуна | Клімат Канкуна | Клімат Канкуна | Клімат Канкуна | Клімат Канкуна | Клімат Канкуна | Клімат Канкуна | Клімат Канкуна | Клімат Канкуна | Клімат Канкуна |
| Показник                | Січ.           | Лют.           | Бер.           | Квіт.          | Трав.          | Черв.          | Лип.           | Серп.          | Вер.           | Жовт.          | Лист.          | Груд.          | Рік            |
| Абсолютний максимум, °C | 35             | 32             | 32             | 36             | 37             | 38             | 38             | 37             | 38             | 38             | 37             | 31             | 38             |
| Середній максимум, °C   | 27             | 27             | 28             | 29             | 31             | 31             | 32             | 32             | 31             | 30             | 28             | 27             | 30             |
| Середня температура, °C | 24,1           | 25             | 26             | 27,4           | 28,8           | 29,2           | 29,6           | 29,7           | 29             | 27,6           | 26             | 24,7           | 27,3           |
| Середній мінімум, °C    | 19,9           | 20,4           | 21,2           | 22,7           | 24             | 24,7           | 24,8           | 24,6           | 24,3           | 23,4           | 22             | 20,7           | 22,7           |
| Абсолютний мінімум, °C  | 13             | 12             | 9,5            | 14             | 18             | 20,5           | 21             | 21             | 19             | 15             | 12             | 12             | 9,5            |
| Норма опадів, мм        | 105            | 50             | 46             | 29             | 89             | 141            | 70             | 88             | 184            | 282            | 128            | 90             | 1300           |
| Днів з дощем            | 9,5            | 5,6            | 5,1            | 3,9            | 6,7            | 11             | 8,9            | 9,4            | 13,6           | 16,8           | 11,3           | 10,1           | 111,9          |
| ----------------------- | -------------- | -------------- | -------------- | -------------- | -------------- | -------------- | -------------- | -------------- | -------------- | -------------- | -------------- | -------------- | -------------- |
| Джерело: Weatherbase    |                |                |                |                |                |                |                |                |                |                |                |                |                |

## Цікавини
У районі Канкуна розташовані підводні національні парки Гаррафон, Контой, Шел-Ха і Чанканаб Лагун, а також Крокодиловий парк Крокотаун. Недалеко розташований парк Ешкарет, археологічні центри Коба, Тулум, Чичен-Іца. Можна відвідати найбільше в Америці поле для гри в м'яч, обсерваторію, Жертвенне озеро.
Канкун — центр водного спорту. Тут є можливість поплавати з аквалангом, з маскою, з дельфінами, покататись на водних лижах, на підводному мотоциклі Submarine Bob, зайнятися віндсерфінгом.
Можна відвідати театралізовані шоу, фольклорні вистави. Вночі відкриті нічні клуби, дискотеки, бари, паби.
- Акумель («житло черепах») — красиві карстові печери з виходом у море, видимість в них може досягати 100 м.
- Коба — стародавнє місто мая з безліччю стародавніх споруд і ще не досліджених печер. Розташоване за 167 км від Канкуну.
- Тулум — стародавнє поселення мая, розташоване всього за 50 км від Канкуна. Місто оточене кам'яними стінами. Це єдиний форт імперії мая на узбережжі, залишався чинним до 1554 р. Сьогодні тут можна побачити Храм фресок, Храм бога що спускається, Храм бога вітру, Храм моря та церемоніальний центр.

## Фотографії

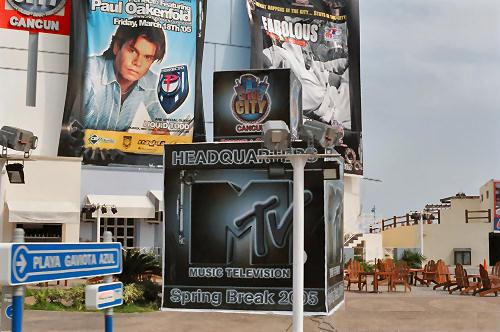
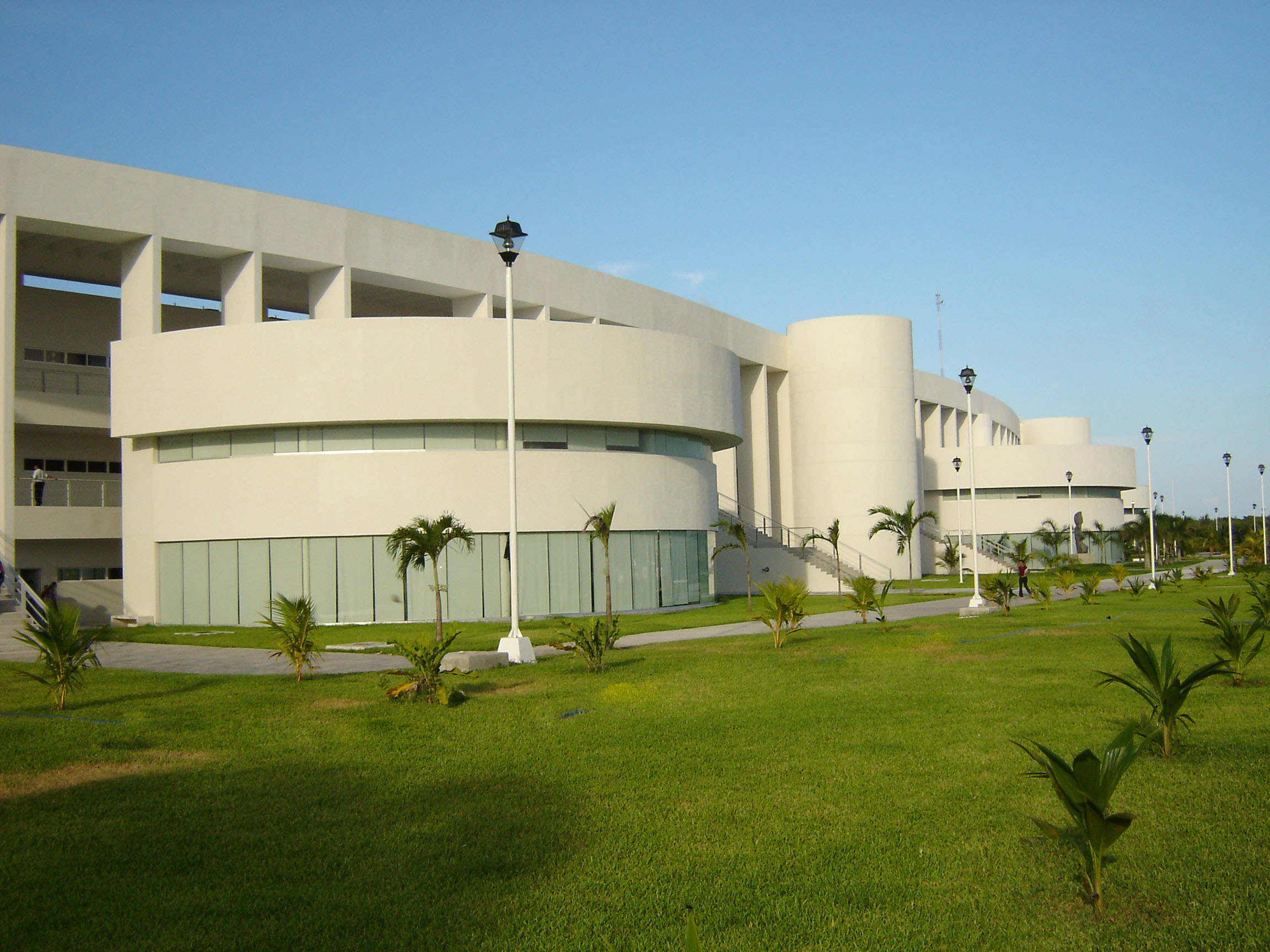
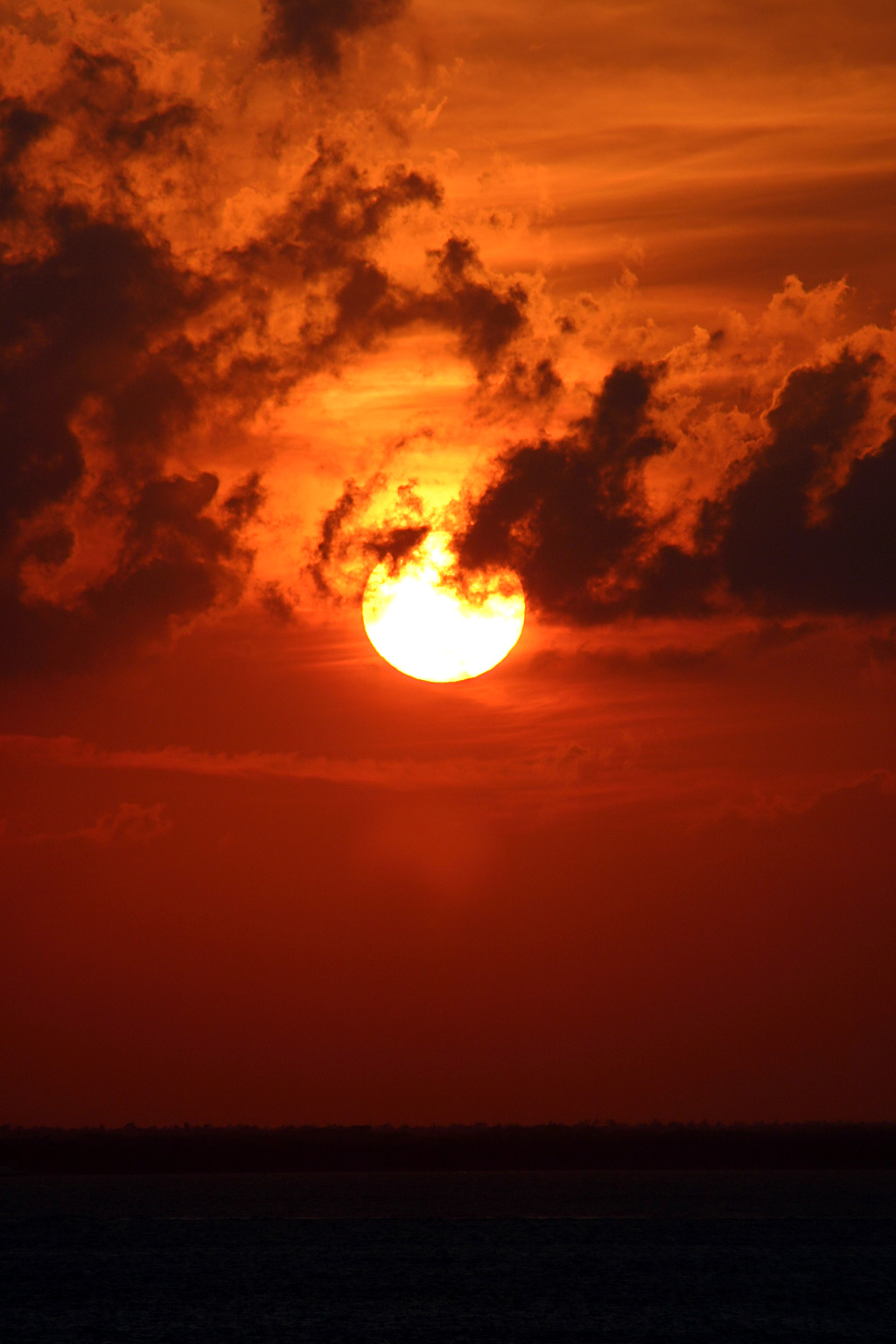